# 真行寺たつや
真行寺 たつや（しんぎょうじ たつや、1964年1月4日-）は、日本の漫画家、イラストレーター。元アニメーターで、富本起矢（富本たつや）という名前で活動していたが改名した。

## 人物
アダルトアニメ『くりいむレモン』シリーズのキャラクターデザインなどを担当して、同シリーズのヒットに貢献した。『エスカレーション 〜今夜はハードコア〜』『亜美・AGAIN』『黒猫館』では原作、設定、キャラクターデザイン、コンテ、脚本、原画、演出と動画以外のほとんどの作業をこなした。 
同人誌『表面張力』が海賊版を販売されるトラブルに巻き込まれる。それを機に同人界からは一時期遠ざかっていたことがある。
2000年代に入ってからは本人のウェブサイトが開設、インターネット上での活動が見受けられたが2008年5月6日をもって閉鎖。pixivのアカウントでは2013年頃から精力的な活動が見受けられたが、2019年以降の発表がなく2020年以降は表だった活動は無い。

## 作品リスト

### 漫画
- ハート オブ ストーン　（富本たつや：朝日ソノラマ）
- こともなし凶一郎!!　全3巻　（富本たつや：スコラマガジン）
- CROQUIS　全2巻　（富本たつや：ワニマガジン）
- 香港特捜Lady　全2巻　（ワニマガジン）
- 帝都面妖事件帖　（ホビージャパン）
- 聖剣士伝説サムライスピリッツ　（メディアワークス）
- 卒業 〜Graduation〜 HAVE A GOOD DAY　（メディアワークス）
- ザ・キング・オブ・ファイターズ'94
- Lunatic Nightmare TYPE-MOON傑作選

### 挿絵
- 黒猫館 (文:倉田悠子/富士見文庫/1987年)
- 麻衣・夏の扉(文:倉田悠子/富士見文庫/1987年)
- 時空のロマンサー (文:吉岡平/富士見文庫/1988年)
- 修羅の大空 (文:吉岡平/朝日ソノラマ/1990年)
- 続・黒猫館(文:倉田悠子/富士見文庫/1993年)

### 同人誌
- 表面張力

### OVA（アニメーター時代の作品）
- 媚・妹・Baby
- エスカレーション 〜今夜はハードコア〜
- SF・超次元伝説ラル
- POP♥CHASER
- 亜美・AGAIN
- エスカレーション2 〜禁断のソナタ〜
- 亜美・イマージュ〜白い影〜
- 黒猫館
- 亜美III
- 旅立ち〜亜美・終章〜
- なりすスクランブル
- エスカレーション ディ・リーベ

### CG集
- D-2GIRLS（真行寺たつや自選CG集）
- MEMORIAL（くりいむレモンイラスト集）
- ジャングルガール（デジタルコミック）
- 真行寺たつやイラスト集「ロマンス」

### PCゲーム
- 夜想夢（Melody、2000年）原画